# Nokia 3410
Nokia 3410 je mobilní telefon firmy Nokia představený v březnu roku 2002. Je to pokračovatel řady 3xxx a nástupce modelu 3310. Konstrukčně ze svého předchůdce vychází, ale přináší některá vylepšení. Jako první telefon své řady opustil ovládací tlačítko NavKey a přešel ke standardnímu ovládání pomocí dvou funkčních tlačítek, jak jej známe např. z modelu Nokia 6110.  Rovněž přinesl výměnné kryty xPress-on pro kompletní změnu vzhledu telefonu. Vzhled vychází z předchůdce, byl pouze modernizován. Mezi důležité funkční modernizace patří implementace podpory technologie Java a s tím související možnost instalace aplikací v tomto jazyce, paměť je 180 kB a konečně přinesl vestavěnou paměť pro kontakty, konkrétně 200 pozic. Paměť pro SMS chybí. Dále přibyla nová dynamická zvonění a vibrace, nové dvě hry a podpora datových přenosů a technologie WAP, pomocí vytáčeného CSD. Z hardwarových vylepšení je důležitý vylepšený displej s vyšším rozlišením a moderní baterie typu Li-Ion. Tento telefon v české anketě Mobil roku 2002 získal v kategorii low-end osmé místo.